# Desa Cilengkrang (administrativ by i Indonesien, lat -6,92, long 108,74)
Desa Cilengkrang är en administrativ by i Indonesien.   Den ligger i provinsen Jawa Barat, i den västra delen av landet, 220 km öster om huvudstaden Jakarta.